# الغيور الإكستريمادوري
الغيور الإكستـريمادوري (بالإسبانية: El celoso extremeño)‏ يعتبرها النقاد من الروايات الأكثر نجاحاً من الروايات النموذجية لميغيل دي ثربانتس.

## حبكة الرواية
تحكي عن رجل نبيل اكسترامادوري يسمي فيليبو دي كاريزاليس، هذا الرجل أهدر ثروته وعندما أتم الأربعين من عمره أصبح فقيراً، فذهب إلى أمريكا ليبدأ من جديد.وفي عشرين عاماً حقق ثروة كبيرة وعاد إلى إسبانيا منتظراً انتهاء حياته، على الرغم من أنه كان لايفكر في الزواج لأنه رجل شديد الغيرة ولكنه تزوج من فتاة صغيرة جداً لديها أربعة عشر عاماً في حين أنه تجاوز الستين عاماً.وبسبب هوسه بالغيرة قام ببناء قصراً لحبس زوجته ليونورا جنباً الي جنب مع الخدم والعبيد، كما كان يوجد عبداً لا يُسمح له بالدخول إلى المكان حيث توجد الفتاة.وبعد مرور عام جاء شاب يُدعي لوايسا كان قد علم أن بالمنزل امرأة جميلة فقرر أن يغزو البيت.ولهذا فأول شئ قرر أن يفعله هو كسب ثقة العبيد، فتظاهر بأنه عازف للجيتار.اقترح لوايسا علي ليونورا أن تعطي زوجها مخدر ليظل نائماً أثناء الحفلة، والتي سيقوم لوايسا بعزف الجيتار فيها.حاول لوايسا التحرش بليونورا ولكنها قاومته دون أن يحدث شئ بينهم.استيقظ كاريزاليس ووجد زوجته مع رجل أخر
فسقط مريضا، وعلي فراش الموت طلب من ليونورا أن تتزوج من لوايسا.لكن عندما مات كاريزاليس أصبحت ليونورا راهبة وهاجر لوايسا الي بلاد الهند.

## الشخصيات الأساسية
كاريزاليس هو رجل عجوز شديد الغيرة، تزوج من فتاة صغيرة وبسبب غيرته حبسها في البيت لعدم مقابلة أي شخص.لوايسا هو شاب محتال وكسول، حاول التحرش بليونورا زوجة كاريزاليس.

## الشخصيات الثانوية
ليونورا هي فتاة متواضعة لديها أربعة عشر عاماً، لا نعرف ما الذي جعلها تتزوج من رجل تجاوز الستين عاماً، الا انها كانت مطيعة لزوجها ورفضت خيانته.ماريالونسو هي امرأة عجوز تقوم بعمل القوادة.لويس هو عبد أسود استطاع لوايسا أن يخدعه بسهولة.

## ماذا قال الباحثين في أعمالثرفانتسعن هذه الرواية
إن هذه الرواية وبوضوح شديد مستوحاة من أعمال إيطالية للمؤلفين جيوفاني بوكاتشيو وماتيو بانديو وجيوفاني فرانشيسكو سترابارولا.

## إصدارات الرواية
نلاحظ ان هناك نسختين للرواية مختلفين تماما.النسخة المخطوطة لبورراس دي لا كامارا وهي أكثر مباشرة وأقل غموضاً ونسخة ثرفانتس التي تعد أكثر اتقانا وتترك مجالا للتفسير.

## تعريف الروايات النموذجية
هي سلسة تسمي روايات نموذجية للترفيه الأكثر صدقاً.وتتكون من اثني عشر قصة قصيرة وتسير علي نهجسلة من الروايات القصيرة والتي كتبها ميغيل دي ثربانتس بين عامي 1590 و1612.ولقد نشرها خوان دي لا كويستا عام 1613 في مدريد.وكانت في البداي النموذج المتبع في إيطاليا.وسميت بالنموذجية لانها أول نموذج للروايات باللغة القشتالية (الإسبانية) يتبع طابع تعليمي وأخلاقي.

## الكاتب
هو ميغيل دي ثربانتس ولد عام 1547 في ألكالا دي ايناريس في مدريد بإسبانيا، وهو كاتب إسباني ينتمي لعصر النهضة أي بين اشتهر بروايته دون كيخوطي دي لا مانتشا.وهو كاتب إسباني اشتهر بروايته دون كيخوطي دي لا مانتشا.
تركت حياة ثربانتس الحافلة بالأحداث اثرا بليغاً في اعماقه، وتجلي ذلك في طغيان روح السخرية والدعابة علي أعماله.يعتبر من بين أشهر الشخصيات الإسبانية في العالم، وقد كرمته بلاده فوضعت صورته علي قطعة ال50 سنتاً الجديدة.كما اعتبر واحداً من أبرز الأدباء الإسبان في القرن السابع عشر.نشر أول رواية خيالية تدور حول حياة الرعاة عام 1585 م مكتوبة بالشعر والنثر أسماها (لا غالاتيا) كتب بين عامي 1585 - 1588 أكثر من عشرين مسرحية لم يبق منها سوى مسرحيتين، كما ألف كثيراً من الشعر.قضى معظم حياته في العصر الذهبي في إسبانيا عندما كانت سفنها غنية ويتكلم المثقفون لغتها وأدبها معروف في أنحاء أوروبا لكنه لم يذق طعم الازدهار والرخاء وتوفي في 23 نيسان 1616 م مات فقيراً معدماً ولم يتذوق طعم الشهرة التي نالها بعدئذ.استطاع ثربانتس أن يفتح ابواب العالم وينير العقول، كما قام بنشر تجربته الخاصة وتعميمها.ويبدو أن ثربانتس في هذه الرواية قد أصبح كاتياً مُدافعاً عن المظالم التي تُرتكب ضد النساء.

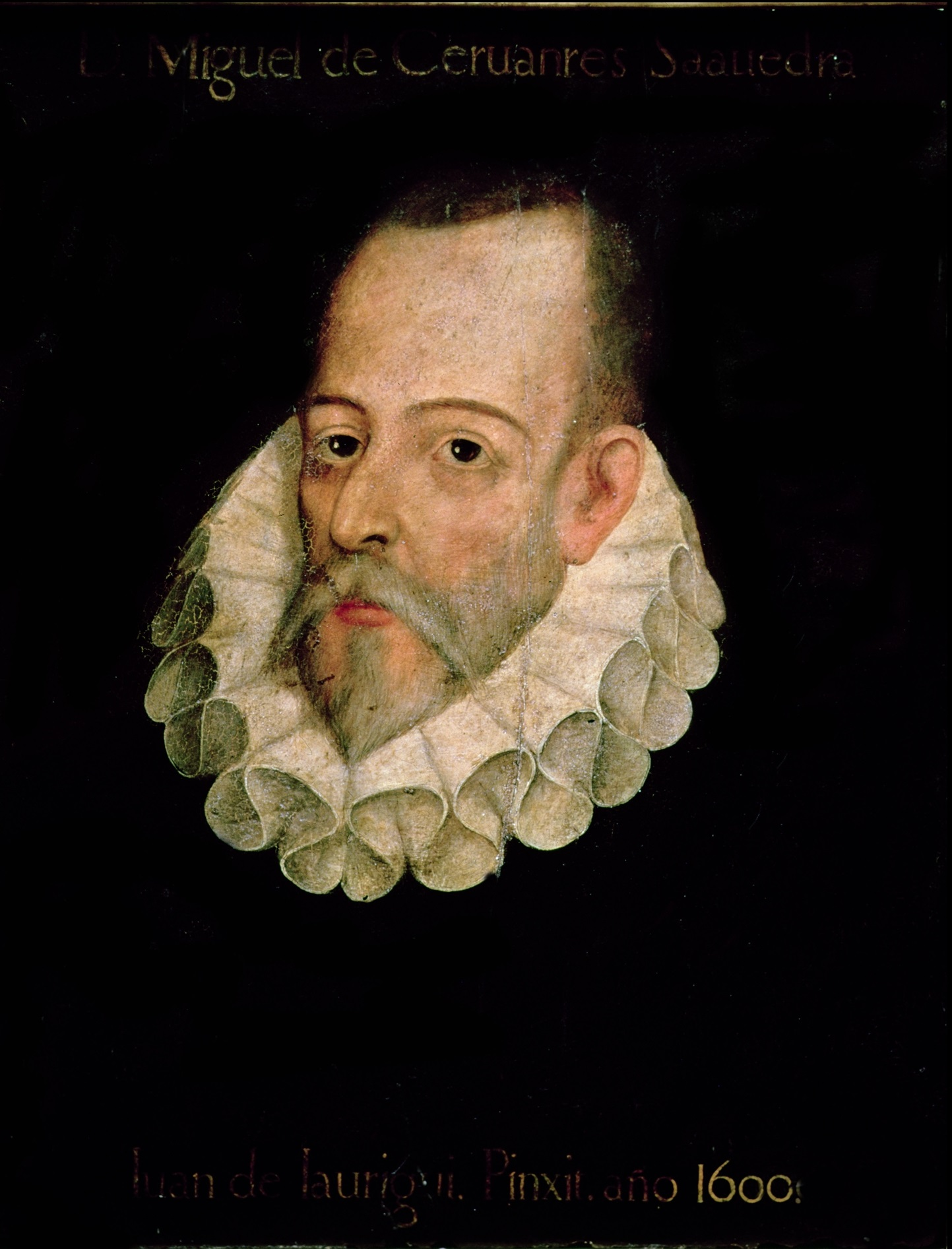
ميغيل دي ثربانتس

## عصر النهضة
هو عبارة عن حركة ثقافية استمرت تقريبا من القرن الرابع عشر الميلادي إلى القرن السابع عشر. وكانت بدايتها في أواخر العصور الوسطى من إيطاليا ثم أخذت في الانتشار إلى بقية أوروبا. على الرغم من توافر الورق واختراع حروف المونوتيب التي ساهمت في سرعة انتشار الأفكار أواخر القرن الخامس عشر، إلا أن تغييرات عصر النهضة لم تنتشر بشكل موحد في جميع أنحاء أوروبا. شهد عصر النهضة بوصفه حركة ثقافية إزدهاراً في الأدب باللغات المحلية وابداعا في الأدب اللاتيني بدءاً من القرن الرابع عشر، ونهضةً في التعلم المعتمد على المصادر الكلاسيكية، والتي يعزو المعاصرون فضلها إلى بيترارك، وتطور الرسم المنظور والتقنيات الأخرى لجعل الرسم أكثر واقعية وطبيعية، والإصلاح التعليمي الذي كان متدرجاً لكن على نحو منتشر. سياسياً، ساهم ظهور عصر النهضة في تعدد المعاهدات الدبلوماسية بين الدول. أما في مجال العلوم فكان التحول إلى الاعتماد على الملاحظة. يرى المؤرخون أن هذا الانتقال الفكري كان جسراً بين العصور الوسطى والعصر الحديث. ورغم أن عصر النهضة شهد انقلابات في العديد من الممارسات الفكرية واضطرابات سياسية واجتماعية كذلك، إلا أنه امتاز بالتطورات الفنية واسهامات المثقفين مثل ليوناردو دا فينشي ومايكل آنجلو، الذي ابتكر عبارة رجل عصر النهضة.
هناك إجماع على أن عصر النهضة بدأ في فلورنسا بإيطاليا في القرن الرابع عشر. اُقترحت العديد من النظريات التي تفسر أصوله وخصائصه، مع التركيز على عدد من العوامل بما فيها الخصائص الاجتماعية والمدنية لمدينة فلورنسا في ذلك الوقت وتركيبتها السياسية وسيطرة عائلة ميديشي الفلورنسية ذات النفوذ، وهجرة الباحثين في الدراسات اليونانية ومعهم النصوص اليونانية إلى إيطاليا بعد سقوط القسطنطينية على يد الأتراك العثمانيين.
لعصر النهضة تأريخ طويل ومعقد، وبالإضافة إلى نزعة الشك الشائعة لدى المؤرخين حول تقسيم التاريخ إلى عصور منفصلة وواضحة، فقد دار بينهم أيضا الكثير من النقاش حول تمجيد القرن التاسع عشر لعصر النهضة وأبطال الثقافة الفردية المعروفين برجال عصر النهضة، والتساؤل عن فائدة عصر النهضة كمصطلح وكتصوير تاريخي. لاحظ مؤرخ الفن اروين بانوفسكاي هذه المقاومة تجاه مفهوم عصر النهضة:
ربما ليست مصادفةً أن حقيقة عصر النهضة الإيطالية كان مشكوكاً بها بشدة من الذين لم يكونوا ملزمين بالاهتمام مهنياً بالنواحي الجمالية للحضارة- مؤرخي التطور الاجتماعي والاقتصادي، والأوضاع الدينية والسياسية، وخصوصاً العلوم الطبيعية- لكن على نحو استثنائي من طلاب الأدب وعلى نحو غير محتمل أبداً من مؤرخي الفن.
يتساءل البعض عمّا إذا كان عصر النهضة يشكل «تقدماً» ثقافياً عن العصور الوسطى، بدلاً من اعتباره فترة من التشاؤم والتوق إلى الماضي لجميع العصور الكلاسيكية، بينما يركز المؤرخون الاجتماعيون والاقتصاديون -المتأثرون باتجاه «الأمد الطويل»- بشكل خاص على الاستمرارية بين العصرين والتي «مربوطةً بألف رابط» كما لاحظ بانوفسكاي. 
كلمة النهضة امتدت أيضا إلى الحركات التاريخية والثقافية، مثل عصر النهضة الكارولنجية وعصر النهضة في القرن الثاني عشر.

## اقرأ أيضا
- دون كيخوطي
- العاشق المتحرر
- قوة الدم
- حوار الكلاب
- الغجرية
- الإسبانية الإنجليزية
- أعمال بيرسيليس وسيخيسموندا
- لا جالاتيا
- العذراوات الاثنان